# Peace (Depeche Mode)
Peace is een nummer de Britse synthpopband Depeche Mode uit 2009. Het is de tweede single van hun twaalfde studioalbum Sounds of the Universe.
Martin Gore vertelde aan The Sun dat "Peace" één van zijn favoriete nummers ooit is die hij heeft geschreven. Hoewel het nummer een dromerig geluid heeft, is de tekst opbeurend. De liedverteller zingt dat hij alle spijt en bitterheid in zijn leven achter zich heeft gelaten en zich in plaats daarvan concentreert op positieve dingen. Ook is hij dankbaar voor wat hij heeft en kijkt hij optimistisch naar de toekomst. Het nummer werd een hit in een aantal Europese landen, waaronder Duitsland, Frankrijk en Italië. Minder succesvol was het in thuisland het Verenigd Koninkrijk, waar het de 57e positie behaalde. In Nederland wist de plaat geen hitlijsten te bereiken, terwijl het in Vlaanderen op de 23e positie in de Tipparade terechtkwam.

## Tracklijst
- 7"

1. "Peace" (singleversie)	- 3:36
2. "Come Back" (Jónsi remix) - 4:04

1. Cd-single
2. "Peace" (singleversie) - 3:36
3. "Peace" (SixToes remix) - 5:14

"Peace" is het eerste Depeche Mode-nummer sinds Dreaming of Me (1981) dat niet op 12" is verschenen.